# Salvador Molina
Salvador Molina Andrea (* Villanueva de Castellón, 17 de junho de 1914 – † Xicotepec de Juárez Puebla México, 20 de março de 1982). Foi um ciclista espanhol, profissional entre 1935 e 1936 e posteriormente em 1942 cujo maior sucesso desportivo obteve-o na Volta a Espanha onde conseguiu a classificação da montanha na edição de 1936.

## Palmarés
- 1936
  - Classificação da montanha da Volta a Espanha

- 1942
  - 1 etapa da Volta a Levante

## Resultados nas grandes voltas
| Carreira           | 1935 | 1936 | 1937 | 1938 | 1939 | 1940 | 1941 | 1942 |
| ------------------ | ---- | ---- | ---- | ---- | ---- | ---- | ---- | ---- |
| Giro d'Italia      | -    | -    | -    | -    | -    | -    | -    | -    |
| Tour de France     | -    | Ab.  | -    | -    | -    | -    | -    | -    |
| Volta a Espanha    | 20.º | 14.º | -    | -    | -    | -    | -    | -    |
| Mundial em Estrada | -    | -    | -    | -    | -    | -    | -    | -    |